# Eijgenbroodtoernooi
Het Eijgenbroodtoernooi was een weekendschaaktoernooi dat tussen 1987 en 2019 jaarlijks werd gehouden in Amsterdam. Organisator van het toernooi was de schaakvereniging Caïssa. In totaal zijn er 33 edities van het Eijgenbroodtoernooi gehouden.

## Geschiedenis
Het toernooi is vernoemd naar Willem Eijgenbrood, die in 1984 overleed. Eijgenbrood was jarenlang een zeer enthousiast lid van Caïssa. Zo nam hij als hoofdredacteur meer dan 250 edities van het clubblad voor zijn rekening, was hij 12 jaar lang secretaris en was hij meer dan 25 jaar wedstrijdleider.
De eerste keer dat het Eijgenbroodtoernooi werd gehouden werd het meteen een eclatant succes. Waar de organisatie aanvankelijk hoopte op 80 deelnemers, schreven uiteindelijk 150 schakers zich in. Rolf Schreuder won de eerste editie van het toernooi.
In sommige jaren werd er naast het hoofdtoernooi ook een invitatietoernooi gehouden. Van 2005 tot en met 2008 heette deze invitatiegroep de Micha Leuw Memorial. Vanaf de editie van 2013 werden de deelnemers opgesplitst in twee ratinggroepen.
Na de laatste editie in 2019 werd het toernooi niet meer georganiseerd. In 2023 werd het Amsterdam Chess Open opgericht, dat voortbouwt op bepaalde tradities van het Eijgenbroodtoernooi.

## Lijst van winnaars
| #  | Jaar | Hoofdtoernooi / A-groep                                        | Invitatiegroep      |
| -- | ---- | -------------------------------------------------------------- | ------------------- |
| 1  | 1987 | Rolf Schreuder                                                 |                     |
| 2  | 1988 | Arno Bezemer                                                   |                     |
| 3  | 1989 | Daan Smit                                                      | Robbert van ‘t Kaar |
| 4  | 1990 | Joost van Steenis                                              | Hajo Jolles         |
| 5  | 1991 | Jan Bettman                                                    | Aran Köhler         |
| 6  | 1992 | Luuk de Ruijter                                                |                     |
| 7  | 1993 | Eddy Hartmans                                                  |                     |
| 8  | 1994 | Nico Speyer                                                    | Karel van der Weide |
| 9  | 1995 | Michaël Wunnink                                                |                     |
| 10 | 1996 | Fokke Jonkman                                                  | Eddy Hartmans       |
| 11 | 1997 | Rob Bödicker                                                   |                     |
| 12 | 1998 | Daan Zult                                                      |                     |
| 13 | 1999 | Rob Witt                                                       |                     |
| 14 | 2000 | Daan Zult                                                      |                     |
| 15 | 2001 | Daan Zult                                                      |                     |
| 16 | 2002 | Chris de Saegher                                               |                     |
| 17 | 2003 | Niek Narings                                                   |                     |
| 18 | 2004 | Michaël Wunnink                                                |                     |
| 19 | 2005 | Enrico Vroombout                                               | Karel van der Weide |
| 20 | 2006 | Hilke van den Berg                                             | Karel van der Weide |
| 21 | 2007 | Ivo Wantola                                                    | Maarten Solleveld   |
| 22 | 2008 | Barry Brink                                                    | Karel van der Weide |
| 23 | 2009 | Daan Zult                                                      |                     |
| 24 | 2010 | Gilbert Vrancken                                               |                     |
| 25 | 2011 | Rick Duijker                                                   |                     |
| 26 | 2012 | Babak Tondivar                                                 |                     |
| 27 | 2013 | Yochanan Afek                                                  |                     |
| 28 | 2014 | Henk-Jan Visser                                                |                     |
| 29 | 2015 | Yochanan Afek                                                  |                     |
| 30 | 2016 | Barry Brink                                                    |                     |
| 31 | 2017 | Aran Köhler                                                    |                     |
| 32 | 2018 | Tjark Vos                                                      |                     |
| 33 | 2019 | Hing Ting Lai, Boraso Alessio, Tobias Kabos en Sybolt Strating |                     |